# Cameos d'Alfred Hitchcock
Alfred Hitchcock tenia per costum fer cameos a les seves pròpies pel·lícules. Aquests s'han convertir en un famós tret característic del director.

## Llista dels cameos
- The Lodger, 1926
  - Al començament de la pel·lícula, assegut d'esquena a les oficines d'un diari.
  - Durant els últims deu minuts, quan la policia arresta el coarrendatari, el segon badoc de la dreta, que porta una gorra.
- The Farmer's Wife, 1928

Un espectador rabassut amb barret i abric clar, alineat davant la canilla de gossos, a la sortida de la munteria. Es veu amb el cap baix. Aquesta identificació és incerta.
- Easy Virtue, 1928

Hitchcock passa darrere una pista de tennis.
- Blackmail, 1929

Assegut de cara, a l'esquerra, al metro, un maletí sobre els genolls i un llibre a les mans, és molestat per un nen que li impedeix llegir tranquil·lament.
- Murder!, 1930

Al minut 60, passa pel carrer davant la casa de l'homicidi.
- Els trenta-nou graons (The 39 Steps), 1935

Al minut 7, al carrer, es creua amb Robert Donat i Lucie Mannheim que surten del teatre i pugen al bus.
- Agent secret (The Secret Agent), 1936

Amb un vestit clar, en segon pla, entre els passatgers, desembarca de Suïssa al mateix temps que l'heroi Ashenden.
- Sabotage, 1936

Un vianant amb impermeable i barret clars allunyant-se d'esquena, sobre la vorera. S'aparta per deixar passar Verloc que acaba de sortir del cotxe per tornar al seu domicili.
- Innocència i joventut (Young and Innocent), 1937

Fotògraf de premsa amb gorra (la seva corpulència contrasta amb l'aparell de fotografia minúscul que té a una mà) esperant a la sortida del tribunal.
- Alarma a l'exprés (The Lady Vanishes), 1938

De perfil, barret a una mà i una maleta (de mida ridícula) a l'altre, fumant una cigarreta i aixecant les espatlles, al final de la pel·lícula, a l'andana de metro a Victoria Station a Londres.
- Rebecca, 1940

Cap al final de la pel·lícula, passa darrere George Sanders i el policia que l'ha interpel·lat.
- Enviat especial (Foreign Correspondent), 1940

Al minut 5, llegeix el diari al carrer, quan es creua amb Joel McCrea que surt de l'hotel.
- Sospita (Suspicion), 1941

Al minut 45, envia una carta.
- Matrimoni original (Mr. and Mrs. Smith), 1941

Es creua amb Robert Montgomery al carrer, davant casa seva.
- Saboteur, 1942

Pel rodatge de la seva curta escena demana a Carol Stevens, la seva secretària de l'època, que interpreti el que ha posat en el punt. Norman Lloyd, l'intèrpret del sabotejador, recorda: «Havien de tocar els sords i muts que anaven pel carrer. Hitchcock havia d'utilitzar la llengua de signes i Stevens l'havia de bufetejar ja que li hauria fet una proposició poc convenient.» L'escena és rodada però no es guarda ja que els dirigents de l'estudi no troben correcte donar aquesta imatge de les persones discapacitades. Es resigna finalment a fer una simple aparició visible al minut 55 en un carrer de Nova York quan el cotxe dels conspiradors s'atura prop d'un quiosc.
- Shadow of a Doubt, 1943

Al minut 16, al tren per a Santa Rosa, d'esquena, juga a cartes (la seva mà conté totes les piques).
- Lifeboat, 1943

En un lloc on no apareixen més que nou persones, Hitchcock troba al manera d'aparèixer en foto (perfils «abans» i « després ») en la publicitat per a un règim aprimador Reduco (en seguia un en el rodatge) d'un diari trobat al bot salvavides i llegit per William Bendix.
- Spellbound, 1945

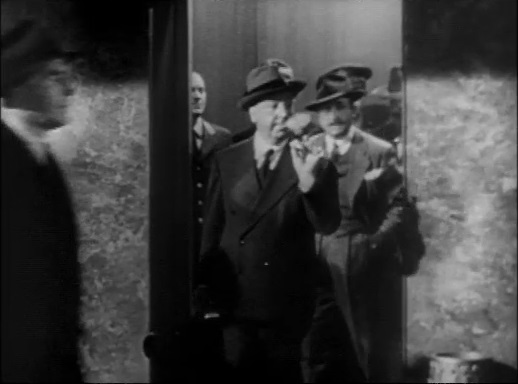
Cameo a Spellbound.

Cap al minut 40, surt de l'ascensor atapeït de l'Empire Hotel, fumant un cigar i amb un estoig de violí.
- Notorious, 1946

Al minut 60, convidat a la gran recepció organitzada a casa d'Alex Sebastian, beu xampany (picada d'ull: al celler, el MacGuffin és dissimulat en ampolles de Pommard 1934).
- The Paradine Case, 1947

Baixa del tren a Cumberland Station, portant sota el braç dret un estoig de violoncel.
- La soga (The Rope), 1948
  - Al començament de la pel·lícula, després dels crèdits: camina per la vorera acompanyada d'una senyora i amb un diari a la mà.[2]
  - Una insígnia en el neó intermitent, que surt a través del vano vitriat entre els personatges interpretats per Douglas Dick i Joan Chandler en el moment en què els convidats acomiaden, cap al minut 53, reproduït el perfil que serà més famós per la sèrie de televisió Alfred Hitchcock Presents. La paraula «Reduco», quasi illegible, figura sota la insígnia (vg. cameo de Lifeboat).
- Under Capricorn, 1949
  - En la recepció donada pel governador, d'esquena, cap lleugerament girat, a un costat de la pantalla (a l'altre un soldat amb uniforme vermell), amb barret de copa i vestit clar.
  - Després als graons de l'escala del palau del governador, en segon pla: vestit negre i barret de copa clar.
- Pànic a l'escenari (Stage Fright), 1950

Marxa amb el cap descobert pel carrer i es gira cap a Jane Wyman que ha passat parlant tota sola.
- Estranys en un tren (Strangers on a Train), 1951

Al minut 10, a l'estació de Metcalf, es prepara a pujar al tren amb un estoig de contrabaix, mentre que Farley Granger en baixa amb una maleta.
- Jo confesso (I Confess), 1953

Al final dels crèdits, al començament de la pel·lícula, la seva silueta travessa per dalt una gran escala al carrer (en aquest cas, l'escala Casse-cou, enllaçant el carrer Sous-le-Fort i la Côte de la Montagne, a la Ciutat de Quebec).
- Crim perfecte (Dial M for Murder), 1954

Al minut 13, a falta de poder aparèixer en moviment en una intriga gairebé completament a porta tancada, fa amb tot una aparició estàtica, sobre la foto de classe penjada a la paret, que Tony Wendice ensenya al suposat capità Lesgate, entre els antics alumnes entaulats en companyia de Wendice i de C.A. Swan. Es entaulat de perfil a l'esquerra, el cap girat cap a l'objectiu.
- La finestra indiscreta (Rear Window), 1954

Al començament de la pel·lícula, al pis del pianista, dona corda al pèndol.
- The Trouble with Harry, 1955

Cap al minut 20, passa ràpidament a l'esquerra de la imatge, davant la limusina del comprador de quadres, a l'exposició a l'aire lliure de John Forsythe.
- To Catch a Thief, 1955

Al minut 10, Cary Grant, fugint i en un autobús, es troba assegut al seient del fons, entre el director, a la seva esquerra, amb posat sever, que el mira amb desconfiança i una gàbia d'ocells a la seva dreta que una senyora gran, asseguda a la dreta, mira intrigada.
- L'home que sabia massa (The Man Who Knew Too Much), 1956

A l'esquerra de la pantalla, d'esquena, en la multitud que mira els acròbates al mercat de Marrakech.
- Fals culpable (The Wrong Man), 1956

Parla en el pròleg (és l'única pel·lícula on parla). Passa, venint de l'esquerra, darrere Henry Fonda entaulat per menjar, la mirada girada i abaixada cap a ell. Aquesta escena va ser estat suprimida per conservar-li a la pel·lícula l'aspecte documental.
- Vertigen (D'entre els morts) (Vertigen), 1958

Al minut 11, passa davant l'entrada de la drassana, portant un estoig de corneta.
- Perseguit per la mort (North by Northwest), 1959

Al minut 3, just després dels crèdits, corre per agafar un autobús que tanca les portes davant del seu nas.
- Psicosi (Psycho), 1960

Al minut 6, a través de la mampara envidriada del despatx on treballa Marion Crane, se'l veu de tres quarts a la vorera, amb un barret texà.
- Els ocells (The Birds), 1963

Al començament de la pel·lícula, surt de l'ocelleria amb dos terriers escocesos lligats amb una corretja (els seus, com a anècdota) i es creua amb Melanie que hi entra.
- Marnie (Marnie), 1964

Al minut 5, surt de la seva habitació d'hotel, entra a un passadís després que Marnie hi ha passat.
- La finestra indiscreta (Rear Window), 1954

Al començament de la pel·lícula, al pis del pianista, dona corda al pèndol.
- The Trouble with Harry, 1955

Cap al minut 20, passa ràpidament a l'esquerra de la imatge, davant la limusina del comprador de quadres, a l'exposició a l'aire lliure de John Forsythe.
- To Catch a Thief, 1955

Al minut 10, Cary Grant, fugint i en un autobús, es troba assegut al seient del fons, entre el director, a la seva esquerra, amb posat sever, que el mira amb desconfiança i una gàbia d'ocells a la seva dreta que una senyora gran, asseguda a la dreta, mira intrigada.
- L'home que sabia massa (The Man Who Knew Too Much), 1956

A l'esquerra de la pantalla, d'esquena, en la multitud que mira els acròbates al mercat de Marrakech.
- Fals culpable (The Wrong Man), 1956

Parla en el pròleg (és l'única pel·lícula on parla). Passa, venint de l'esquerra, darrere Henry Fonda entaulat per menjar, la mirada girada i abaixada cap a ell. Aquesta escena va ser estat suprimida per conservar-li a la pel·lícula l'aspecte documental.
- Vertigen (D'entre els morts) (Vertigen), 1958

Al minut 11, passa davant l'entrada de la drassana, portant un estoig de corneta.
- Perseguit per la mort (North by Northwest), 1959

Al minut 3, just després dels crèdits, corre per agafar un autobús que tanca les portes davant del seu nas.
- Psicosi (Psycho), 1960

Al minut 6, a través de la mampara envidriada del despatx on treballa Marion Crane, se'l veu de tres quarts a la vorera, amb un barret texà.
- Els ocells (The Birds), 1963

Al començament de la pel·lícula, surt de l'ocelleria amb dos terriers escocesos lligats amb una corretja (els seus, com a anècdota) i es creua amb Melanie que hi entra.
- Marnie (Marnie), 1964

Al minut 5, surt de la seva habitació d'hotel, entra a un passadís després que Marnie hi ha passat.
- Cortina esquinçada (Torn Curtain), 1966

Al minut 4, assegut al hall de l'Hotel d'Anglaterra, té un bebè sobre el seu genoll dret, després el passa al seu genoll esquerre. Asseca llavors els seus pantalons.
- Topaz (Topaz), 1969

Al minut 30, és empès sobre una cadira de rodes a l'aeroport per una infermera (que no és altra que Peggy Robertson, la seva ajudant), s'aixeca sense dificultat per donar la mà a un home, i desapareix.
- Frenesí (Frenzy), 1972

Al minut 3, barret al cap, prop del parapet de la Tamisa (on flota un cos), retirant-se de la multitud que escolta un discurs polític al qual sembla indiferent. Forma part dels curiosos que intentaran veure com pesquen el cadàver.
- Family Plot, la trama (Family Plot), 1976

Al minut 41 de la que serà la seva última pel·lícula, el seu perfil apareix com a ombra xinesa darrere una porta de vidre, irònicament la del despatx dels «Certificats de naixements i de defunció» (departament de les estadístiques demogràfiques), demostrant així l'humor negre que mostrava el director, ja que en aquella època estava molt debilitat per la malaltia.

## Pel·lícules sense cameo
Alfred Hitchcock no surt a les següents pel·lícules dirigides per ell:
- The Pleasure Garden, 1925
- The Mountain Eagle, 1926
- The Ring (The Ring), 1927
- Downhill, 1927
- Champagne, 1928
- The Manxman, 1929
- Juno and the Paycock, 1930
- The Skin Game, 1931
- Mary, 1931
- Rich and Strange, 1932
- Number Seventeen, 1932
- Waltzes from Vienna, 1934
- The Man Who Knew Too Much (The Man who Knew Too Much), 1934
- Jamaica Inn, 1939